# Groupe de NGC 2998
Le groupe de NGC 2998 comprend au moins trois galaxies situées dans la constellation de la Grande Ourse. La distance moyenne entre ce groupe et la Voie lactée est d'environ 72,6 Mpc (∼237 millions d'al). 

## Membres
Le tableau ci-dessous liste les trois galaxies qui sont indiquées dans l'article d'Abraham Mahtessian paru en 1998. 
| Nom      | Classification | Type                  | α (J2000.0)   | δ (J2000.0) | Vitesse radiale (km/s) | Magnitude apparente | Distance (Mpc) | Diamètre (kal) |
| -------- | -------------- | --------------------- | ------------- | ----------- | ---------------------- | ------------------- | -------------- | -------------- |
| NGC 2998 | SAB(rs)c       | Spirale intermédiaire | 09h 48m 43.6s | 44° 04′ 53″ | 4784 ± 2               | 12,5                | 73,8 ± 5,2     | 168            |
| NGC 3009 | S?             | Spirale               | 09h 50m 11.1s | 44° 17′ 42″ | 4550 ± 2               | 13,6                | 70,3 ± 4,9     | 63             |
| UGC 5295 | SAB(s)b        | Spirale intermédiaire | 09h 52m 54.3s | 42° 50′ 53″ | 4787 ± 2               | 12,928 +/- 0j005    | 73,9 ± 5,2     | 154            |

Le site DeepskyLog permet de trouver aisément les constellations des galaxies mentionnées dans ce tableau ou si elles ne s'y trouvent pas, l'outil du site «Finding the constellation which contains given sky coordinates» permet de le faire à l'aide des coordonnées de la galaxie. Sauf indication contraire, les données proviennent du site NASA/IPAC.